# Gunnor
Gunnor (Gunnora) (zm. 4 lub 8 stycznia 1031) – metresa, a później druga żona normandzkiego księcia Ryszarda I Nieustraszonego. 
Miała z nim ośmioro dzieci (pięciu synów i trzy córki) m.in.
1. Ryszarda II Dobrego, księcia Normandii;
2. Roberta d’Évreux;
3. Godfryda d'Eu;
4. Emmę z Normandii, królową Anglii,
5. Wilhelma d'Eu;
6. Hawisę, księżnę Bretanii.